# Anthony (New Mexico)
Anthony is een plaats (census-designated place) in de Amerikaanse staat New Mexico, en valt bestuurlijk gezien onder Dona Ana County.

## Demografie
Bij de volkstelling in 2000 werd het aantal inwoners vastgesteld op 7904.

## Geografie
Volgens het United States Census Bureau beslaat de plaats een oppervlakte van
10,2 km², geheel bestaande uit land. Anthony ligt op ongeveer 1199 m boven zeeniveau.

## Plaatsen in de nabije omgeving
De onderstaande figuur toont nabijgelegen plaatsen in een straal van 16 km rond Anthony.